# 羅克·聖克魯斯
洛基·路爾斯·辛達告魯斯·簡特羅（西班牙語：Roque Luis Santa Cruz Cantero，發音：[ˈroke ˈlwis santa ˈkɾus kanˈteɾo]；1981年8月16日—），出生於巴拉圭首都亞松森，是一名職業足球員，司職前鋒，於2009年夏季由英超球隊布力般流浪轉投曼城。現時效力於自由俱乐部。

## 俱乐部生涯

### 奧林匹亞
圣克鲁斯在他九岁时就加入了奥林匹亚青训。他在起初几个赛季成为了青训营的射手王。他在15岁时被教练路易斯·库维利亚看重，进入一线队。圣克鲁斯在1998年7月27日对阵波特诺山丘的德比首次为一线队登场，那时他年满16岁。圣克鲁斯依靠自己优异的表现，带领球队拿到了巴拉圭联赛冠军，自己也因此获得了1998-1999年巴拉圭足球先生。

### 拜仁慕尼黑
圣克鲁斯在奧林匹亞以及巴拉圭国家队的优异表现引起了德甲豪门拜仁慕尼黑的注意。在1999年下半年，拜仁慕尼黑签下了这个很有天赋的球员。尽管他第一个赛季就已经攻入5球，并協助球隊奪德甲冠軍，但他在队中的地位非常普通。一连串的伤病和队中激烈的竞争限制了他的发挥。
尽管如此，他还是伴随拜仁获得了欧冠冠军、联赛盃賽双冠王以及豐田盃冠军。
另外由於長相俊俏，他十分受慕尼黑球迷歡迎，而且更很受廣告商歡迎。

### 布力般流浪
2007年，在拜仁慕尼黑高價購入高路斯與盧卡·托尼後，辛達告魯斯已發覺失去他的位置，決定離開效力8季的球會。
辛達告魯斯在2007年6月28日与布力般流浪对签订了一份为期4年的合同。布莱克本也因此向拜仁慕尼黑支付了350欧元的转会费。他在新球队打入的第一粒进球是在对阵米德尔斯堡的比赛中。这场比赛中，圣克鲁斯作为本尼·麦卡锡（Benni McCarthy）的替补，仅三次触球便取得了进球。12月對韋根的聯賽中，辛達告魯斯完成个人在布莱克本的第一个帽子戲法，然而諷刺的是對手的馬古斯·賓特（Marcus Bent）亦做出了帽子戲法，令韋根以5:3擊敗布力般流浪。而他也成为十年中，英超唯一一个上演帽子戏法球队却输球的球员。他在2008年1月12日获得英超12月最佳球员的称号。
在成功的07/08赛季之后，许多豪门看中了辛達告魯斯，其中曼城在8月據報曾出價1,200萬英鎊，但被布力般流浪拒絕，而辛達告魯斯亦加簽四年新約，留隊直到2012年。辛達告魯斯表示希望效力一支更大的球隊，曼城再於2009年1月轉會窗重開時增加出價求售，但仍然被拒。
2009年4月15日布力般流浪領隊艾拿戴斯透露辛達告魯斯剛進行关节镜手術清除膝蓋內的碎片，暫時復出無期。

### 曼城
2009年6月20日據BBC報導曼城利用辛達告魯斯合約中的1,800萬英鎊放人條款，跟隨前教練馬克·曉士轉會至曼城。但他一直受傷患困擾，於曼城購入後，在2011年1月14日獲外借返回舊東家布力般流浪直到球季結束，上陣10場均沒有進球。
2011年8月29日辛達告魯斯以借用身份加盟新升西甲的皇家貝迪斯一整個球季。
2012年8月31日马拉加与曼城就新赛季租借一事达成共识。

## 国家队生涯

### 巴拉圭U-20青年队
圣克鲁斯在1999年的世界青年足球锦标赛（U-20）中打入3球。那一届的巴拉圭青年队表现令人震惊，他也应自己出色的表现被巴拉圭国家队所看重，成为他们增长该年度美洲杯的一员。

### 巴拉圭国家队
圣克鲁斯在他第一次国家队美洲杯亮相中同样打入3球，此外，他在2002年世界杯以及2006年世界杯的预选赛中一共为球队打入6粒入球。他在2002年日韩世界杯的小组赛中打入一球，帮助球队进入了淘汰赛。
圣克鲁斯在2006年德国世界杯的比赛中打满全部小组赛三场比赛未进一球，只是在对阵特立尼达和多巴哥的比赛中助攻内尔松·奎瓦斯打入一球。那届世界杯，巴拉圭国家队在小组赛中就惨遭淘汰。
另外，圣克鲁斯在2007年美洲国家杯对阵哥伦比亚国家队的比赛中上演了帽子戏法。他也是2010年世界杯预选赛巴拉圭目前的最佳射手。雖然在2010年世界 盃中沒有取得入球，但也協助巴拉圭歷史性地打入世界盃8強。

## 主要榮譽

### 個人
- 巴拉圭足球先生 1999年

### 球隊
冠軍
- 巴拉圭足球甲級聯賽：1998年；
- 德國甲組足球聯賽：1999/00年、2000/01年、2002/03年、2004/05年、2005/06年；
- 德國盃：1999/00年、2002/03年、2004/05年、2005/06年；
- 德國聯賽盃：1999年、2000年、2004年；
- 歐洲聯賽冠軍盃：2000/01年；
- 豐田盃：2001年；

## 球场以外
- 圣克鲁斯在2004年与自己前亚松森奥林匹克的队友里卡多·塔瓦雷利的妹妹（或姐姐）吉赛尔·塔瓦雷利（Giselle Tavarelli）结婚，并育有一子托比亚斯（Tobias，2003年12月17日生）和一女费奥雷利亚（Fiorella，2005年11月11日生）。

- 2004年他与德国摇滚乐队Sportfreunde Stiller共唱了一曲Ich, Roque。这首歌当时在奥地利和德国排名前40。

- 在2006年被德国踢球者(Kicker)杂志评为德国世界杯最性感的运动员[16]。

- 同样在2006年被德国世界报评为德国世界杯最性感的球星[17]。

- 他成为德国发行的《职业进化足球6》游戏PS2、PC、Xbox360的封面人物。[18]

- 圣克鲁斯曾有一位弟弟同样效力于布莱克本，名字为胡里奥。

## 外部連結
- International statistics （页面存档备份，存于） at rsssf
- Profile （页面存档备份，存于） at National Football Teams
- 足球数据库：羅克·聖克魯斯的球员统计数据
- Roque Santa Cruz official site
- Roque Santa Cruz official Spanish site